# Classe Alfange
A Classe Alfange foi uma classe de lanchas de desembarque ao serviço da Marinha Portuguesa.
Os navios da classe foram construídos nos Estaleiros Navais do Mondego (Figueira da Foz), com um projeto baseado na Classe LCT-4 de origem britânica. Pelo seu deslocamento superior a 400 toneladas, os navios foram classificados, pela Marinha Portuguesa, como "lanchas de desembarque grandes (LDG)".
As lanchas destinavam-se a ser empregues na Guerra do Ultramar em missões de reabastecimento logístico, de transporte de tropas e em operações anfíbias, sobretudo em apoio dos Fuzileiros. Foram empregues nos teatros de operações de Angola e da Guiné Portuguesa.
Em 1970, a NRP Montante fez parte da força naval portuguesa envolvida na Operação Mar Verde, transportando tropas de desembarque para a invasão de Conacri.
Os navios foram batizados com designações de armas medievais.
Terminada a Guerra do Ultramar, os navios foram cedidos a Angola e à Guiné-Bissau.

## Unidades
| Nº de amura | Nome          | Comissão em Portugal | Observações           |
| ----------- | ------------- | -------------------- | --------------------- |
| LDG 101     | NRP Alfange   | 1965 - 1974          | Cedida a Angola       |
| LDG 102     | NRP Ariete    | 1965 - 1975          | Cedida a Angola       |
| LDG 103     | NRP Cimitarra | 1965 - 1975          | Cedida a Angola       |
| LDG 104     | NRP Montante  | 1965 - 1974          | Cedida à Guiné-Bissau |